# Državna himna Bosne in Hercegovine
Državna himna Bosne in Hercegovine (tudi Intermeco) je skladba, ki predstavlja državo Bosno in Hercegovino. Himna nima uradnega besedila, njen avtor je Dušan Šestić.
Takoj po osamosvojitvi države leta 1992 so za himno sprejeli skladbo »Jedna si jedina« Dina Merlina. Po koncu vojne ta himna ni bila več sprejemljiva za predstavnike bosanskih Hrvatov in Srbov, kljub temu, da ni vsebovala nacionalnih nagnenj, pač pa je opevala Bosno in Hercegovino kot celoto. Staro himno so ukinili leta 1998, kakor tudi ostale mednarodno priznane simbole Republike Bosne in Hercegovine.